# KV Mechelen in het seizoen 1992/93
KV Mechelen nam voor het seizoen 1992/93 afscheid van trainer Georges Leekens. Assistent-coach Fi Van Hoof werd zo voor de tweede keer in zijn carrière gepromoveerd tot hoofdcoach. Ook de hoofdsponsor veranderde. De nieuwe voorzitter, Willy Dussart, plaatste het logo van zijn bedrijf Stone Lease op de shirts van KV Mechelen.
Maar ondanks een nieuwe voorzitter, trainer en sponsor slaagde KV Mechelen er niet om de glorieperiode van eind jaren 80 te doen herleven. Integendeel, met Marc Emmers en Philippe Albert zag de club in de zomer van 1992 opnieuw twee sterkhouders naar concurrent RSC Anderlecht verhuizen. De ervaren Lei Clijsters verhuisde dan weer naar Club Luik, waardoor Michel Preud'homme de aanvoerdersband kreeg. Verdediger Glen De Boeck en middenvelder Stan Van den Buys waren de opvallendste nieuwkomers.
Mechelen speelde een wisselvallig seizoen. In de heenronde verloor het team van trainer Van Hoof zeven competitieduels en ook in de beker liep het al voor de winterstop mis. Mechelen werd in de tweede ronde met 5-2 uitgeschakeld door SK Beveren. Aan de UEFA Cup-campagne kwam al in november 1992 een einde. Mechelen verloor in de tweede ronde twee keer met het kleinste verschil van Vitesse. Maar er waren ook lichtpuntjes in het seizoen 1992/93. Zo won Mechelen de toppers tegen Club Brugge (2-0) en Standard Luik (1-0) en bleek Glen De Boeck op de positie van libero een waardige opvolger voor Lei Clijsters. De 22-jarige verdediger kwam in zijn eerste jaar op het hoogste niveau meer dan 30 keer in actie en werd zo een van de revelaties in de Belgische competitie. Mechelen sloot het seizoen uiteindelijk af op de derde plaats, op zestien punten van kampioen Anderlecht.
Op 9 januari 1993 won Philippe Albert de Gouden Schoen. De bikkelharde verdediger had Mechelen in de zomer van 1992 ingeruild voor Anderlecht.

## Selectie
| Naam                  | Nationaliteit | Geboortedatum | Vorige club       |
| --------------------- | ------------- | ------------- | ----------------- |
| Keepers               |               |               |                   |
| Michel Preud'homme    | België        | 24-01-1959    | Standard Luik     |
| Yvan De Wilde         | België        | 09-05-1966    | KV Kortrijk       |
| Verdedigers           |               |               |                   |
| Glen De Boeck         | België        | 22-08-1971    | Boom FC           |
| Geert Deferm          | België        | 06-05-1963    | FC Winterslag     |
| Davy Gysbrechts       | België        | 20-09-1972    | /                 |
| Peter Jacobs          | België        | 22-09-1971    | /                 |
| Marc Janssen          | België        | 08-02-1974    | Racing Genk       |
| Bart Mauroo           | België        | 08-04-1968    | KSV Waregem       |
| Koen Sanders          | België        | 17-12-1962    | Club Brugge       |
| Middenvelders         |               |               |                   |
| Joël Bartholomeeussen | België        | 02-03-1966    | Germinal Ekeren   |
| Paul De Mesmaeker     | België        | 08-09-1963    | RWDM              |
| Klas Ingesson         | Zweden        | 20-08-1968    | IFK Göteborg      |
| Frank Leen            | België        | 22-01-1967    | Lommel SK         |
| Kurt Mattheus         | België        | 20-04-1972    | /                 |
| Alain Peetermans      | België        | 05-12-1967    | Sint-Truidense VV |
| Stan Van den Buys     | België        | 08-06-1957    | RWDM              |
| Sven Vermant          | België        | 04-04-1973    | /                 |
| Patrick Versavel      | België        | 01-07-1961    | KSC Lokeren       |
| Aanvallers            |               |               |                   |
| Kennet Andersson      | Zweden        | 06-10-1967    | IFK Göteborg      |
| René Eijkelkamp       | Nederland     | 06-04-1964    | FC Groningen      |
| Dénes Eszenyi         | Hongarije     | 09-01-1968    | Újpest FC         |
| Marcos Pereira        | Brazilië      | 02-04-1975    | Lierse SK         |
| Kurt Vangompel        | België        | 20-09-1973    | Lommel SK         |

- = Aanvoerder

### Technische staf
| Functie         | Naam             | Nationaliteit |
| --------------- | ---------------- | ------------- |
| Coach           | Fi Van Hoof      | België        |
| Assistent-coach | Ludwig De Clercq | België        |
| Keeperstrainer  | Jean Nicolay     | België        |

## Transfers

### Zomer
| Naam              | Nationaliteit | Van/naar          | Type     |
| ----------------- | ------------- | ----------------- | -------- |
| Inkomend          |               |                   |          |
| Glen De Boeck     | België        | Boom FC           | Gekocht  |
| Stan Van den Buys | België        | RWDM              | Gekocht  |
| Bart Mauroo       | België        | KSV Waregem       | Gekocht  |
| Yvan De Wilde     | België        | KV Kortrijk       | Gekocht  |
| Dénes Eszenyi     | Hongarije     | Újpest FC         | Gekocht  |
| Alain Peetermans  | België        | Sint-Truidense VV | Gekocht  |
| Kurt Vangompel    | België        | Lommel SK         | Gekocht  |
| Uitgaand          |               |                   |          |
| Philippe Albert   | België        | RSC Anderlecht    | Verkocht |
| Marc Emmers       | België        | RSC Anderlecht    | Verkocht |
| Adrie Bogers      | Nederland     | Willem II         | Verkocht |
| Lei Clijsters     | België        | Club Luik         | Verkocht |
| Pascal De Wilde   | België        | Valenciennes      | Verkocht |
| Frédéric Halleux  | België        | CS Andenne        | Verkocht |
| Kurt Moons        | België        | Germinal Ekeren   | Verkocht |
| Francis Severeyns | België        | Antwerp FC        | Verkocht |
| Zlatko Arambašić  | Australië     | Sydney Olympic    | Verhuurd |

### Winter
| Naam             | Nationaliteit | Van/naar       | Type     |
| ---------------- | ------------- | -------------- | -------- |
| Inkomend         |               |                |          |
| Marcos Pereira   | Brazilië      | Lierse SK      | Gekocht  |
| Uitgaand         |               |                |          |
| Kennet Andersson | Zweden        | IFK Norrköping | Verkocht |

## Uitrustingen
Shirtsponsor(s): Stone Lease

Sportmerk: Lotto
| Thuis | Uit | Alternatief | Alternatief | Doelman | Doelman |

## Competitie

### Overzicht
| Speeldag  | 1 | 2 | 3 | 4 | 5 | 6 | 7 | 8 | 9  | 10 | 11 | 12 | 13 | 14 | 15 | 16 | 17 | 18 | 19 | 20 | 21 | 22 | 23 | 24 | 25 | 26 | 27 | 28 | 29 | 30 | 31 | 32 | 33 | 34 |
| --------- | - | - | - | - | - | - | - | - | -- | -- | -- | -- | -- | -- | -- | -- | -- | -- | -- | -- | -- | -- | -- | -- | -- | -- | -- | -- | -- | -- | -- | -- | -- | -- |
| Resultaat | w | w | w | v | w | v | v | v | w  | v  | w  | w  | w  | w  | v  | w  | v  | w  | g  | g  | v  | g  | v  | w  | g  | w  | v  | w  | w  | w  | g  | g  | w  | w  |
| Punten    | 2 | 4 | 6 | 6 | 8 | 8 | 8 | 8 | 10 | 10 | 12 | 14 | 16 | 18 | 18 | 20 | 20 | 22 | 23 | 24 | 24 | 25 | 25 | 27 | 28 | 30 | 30 | 32 | 34 | 36 | 37 | 38 | 40 | 42 |

### Klassement
|         |    |                    | P  | W  | G  | V  | +  | -  | DS  | Ptn |
| ------- | -- | ------------------ | -- | -- | -- | -- | -- | -- | --- | --- |
| K (CL)  | 1  | RSC Anderlecht     | 34 | 26 | 6  | 2  | 80 | 24 | 56  | 58  |
| (beker) | 2  | Standard           | 34 | 18 | 9  | 7  | 69 | 43 | 26  | 45  |
| (UEFA)  | 3  | KV Mechelen        | 34 | 18 | 6  | 10 | 53 | 33 | 20  | 42  |
| (UEFA)  | 4  | KSV Waregem        | 34 | 17 | 8  | 9  | 78 | 45 | 33  | 42  |
| (UEFA)  | 5  | Antwerp FC         | 34 | 17 | 7  | 10 | 61 | 42 | 19  | 41  |
|         | 6  | Club Brugge        | 34 | 16 | 8  | 10 | 49 | 32 | 17  | 40  |
|         | 7  | Sporting Charleroi | 34 | 16 | 8  | 10 | 58 | 46 | 12  | 40  |
|         | 8  | KSK Beveren        | 34 | 15 | 7  | 12 | 47 | 42 | 5   | 37  |
|         | 9  | AA Gent            | 34 | 12 | 10 | 12 | 51 | 51 | 0   | 34  |
|         | 10 | Lierse SK          | 34 | 12 | 7  | 15 | 41 | 51 | -10 | 31  |
|         | 11 | RWDM               | 34 | 10 | 11 | 13 | 39 | 45 | -6  | 31  |
|         | 12 | Club Liégeois      | 34 | 10 | 8  | 16 | 48 | 71 | -23 | 28  |
|         | 13 | Cercle Brugge      | 34 | 9  | 10 | 15 | 65 | 73 | -8  | 28  |
|         | 14 | Germinal Ekeren    | 34 | 10 | 7  | 17 | 57 | 67 | -10 | 27  |
|         | 15 | KRC Genk           | 34 | 8  | 11 | 15 | 37 | 50 | -13 | 27  |
|         | 16 | Lommel             | 34 | 9  | 4  | 21 | 42 | 79 | -37 | 22  |
| D       | 17 | KSC Lokeren        | 34 | 4  | 12 | 18 | 32 | 58 | -26 | 20  |
| D       | 18 | Boom FC            | 34 | 6  | 7  | 21 | 40 | 95 | -55 | 19  |

P: wedstrijden gespeeld, W: wedstrijden gewonnen, G: gelijke spelen, V: wedstrijden verloren, +: gescoorde doelpunten, -: doelpunten tegen, DS: doelsaldo, Ptn: totaal punten
K: kampioen, D: degradeert, (beker): bekerwinnaar, (UEFA): geplaatst voor UEFA-beker

## Statistieken
| Naam                  | Eerste klasse | Eerste klasse | Beker van België | Beker van België | UEFA Cup | UEFA Cup | Totaal | Totaal |
| Naam                  | Wed           | Goals         | Wed              | Goals            | Wed      | Goals    | Wed    | Goals  |
| --------------------- | ------------- | ------------- | ---------------- | ---------------- | -------- | -------- | ------ | ------ |
| Michel Preud'homme    | 33            | 0             | 2                | 0                | 4        | 0        | 39     | 0      |
| Yvan De Wilde         | 1             | 0             | 0                | 0                | 0        | 0        | 1      | 0      |
| Glen De Boeck         | 33            | 3             | 2                | 1                | 4        | 1        | 39     | 5      |
| Geert Deferm          | 19            | 1             | 1                | 0                | 3        | 0        | 23     | 1      |
| Davy Gysbrechts       | 32            | 3             | 2                | 0                | 4        | 0        | 38     | 3      |
| Peter Jacobs          | 2             | 0             | 1                | 0                | 1        | 0        | 4      | 0      |
| Marc Janssen          | 0             | 0             | 0                | 0                | 0        | 0        | 0      | 0      |
| Bart Mauroo           | 23            | 0             | 1                | 0                | 1        | 0        | 25     | 0      |
| Koen Sanders          | 27            | 0             | 2                | 1                | 3        | 0        | 32     | 1      |
| Joël Bartholomeeussen | 29            | 3             | 2                | 1                | 4        | 0        | 35     | 4      |
| Paul De Mesmaeker     | 14            | 0             | 2                | 0                | 3        | 0        | 19     | 0      |
| Klas Ingesson         | 33            | 12            | 2                | 0                | 4        | 0        | 39     | 12     |
| Frank Leen            | 31            | 0             | 2                | 0                | 3        | 0        | 36     | 0      |
| Kurt Mattheus         | 0             | 0             | 0                | 0                | 0        | 0        | 0      | 0      |
| Alain Peetermans      | 0             | 0             | 0                | 0                | 0        | 0        | 0      | 0      |
| Stan Van den Buys     | 13            | 0             | 1                | 0                | 3        | 0        | 17     | 0      |
| Sven Vermant          | 20            | 4             | 0                | 0                | 0        | 0        | 20     | 4      |
| Patrick Versavel      | 29            | 7             | 2                | 3                | 4        | 0        | 35     | 10     |
| Kennet Andersson      | 7             | 1             | 0                | 0                | 2        | 0        | 9      | 1      |
| René Eijkelkamp       | 33            | 9             | 2                | 2                | 4        | 1        | 39     | 12     |
| Dénes Eszenyi         | 18            | 1             | 0                | 0                | 0        | 0        | 18     | 1      |
| Kurt Vangompel        | 22            | 9             | 2                | 2                | 1        | 0        | 25     | 11     |
| Marcos Pereira        | 1             | 0             | 0                | 0                | 0        | 0        | 1      | 0      |

## Individuele prijzen
- Gouden Schoen: Philippe Albert

Opmerking: Albert speelde op het ogenblik van zijn overwinning voor RSC Anderlecht.